# نصف‌النهار ۲۳ درجه شرقی
نصف‌النهار ۲۳ درجه شرقی ۲۳مین نصف‌النهار شرقی از گرینویچ است که از لحاظ زمانی ۱ساعت و ۳۲دقیقه با گرینویچ اختلاف زمانی دارد.
این نصف‌النهار از قطب شمال شروع شده و از مناطق زیر گذشته و به قطب جنوب ختم می‌شود.
- قاره اروپا
- قاره آفریقا
- اقیانوس هند